# Alfred Bogenhard
Alfred Bogenhard (* 5. März 1876 in Gera; † 6. August 1932) war ein deutscher Jurist und Kunstsammler.

## Leben
Alfred Bogenhard besuchte das Gymnasium Rutheneum in Gera und studierte Rechtswissenschaft an der Universität Jena. Anschließend war er als Amtsrichter in seiner Heimatstadt Gera tätig. 1923 wurde er thüringischer Jugendrichter in Weimar.
Neben seiner Tätigkeit als Richter interessierte er sich für Kunst, Kultur und Natur und sammelte Kunst, insbesondere Graphik. Von 1913 bis 1923 war er Vorsitzender des Kunstvereins Gera. Ferner war er Vorsitzender des Landesvereins Reuß des Bundes Heimatschutz. Er sammelte, u. a.  mit dem jüdischen Arzt Jankelowitz,  einen Kreis von Künstlern um sich, darunter Alfred Ahner, Herbert Molwitz und Hermann Paschold.

## Veröffentlichungen (Auswahl)
- Heinrich Reinhold. Zum 100. Todestag eines Geraer Malers. In: Heimat-Blätter. Beilage der Geraer Zeitung. Jg. 12, 1925, Nr. 1, S. 4.
- Das Altgeraer Bildnis. Geraer Verlagsanstalt und Druckerei / Geraer Kunstverein, Gera 1926.
- Heinrich Gottfried Koch. Komödiant und Prinzipal. Geraer Verlagsanstalt und Druckerei, Gera o. J.
- Die Maler Reinhold. Die Geschichte einer thüringischen Künstlerfamilie. In: Thüringen. Eine Monatsschrift für alte und neue Kultur. 3. Jahrgang 1927/28, Nr. 12, S. 177–182.
- Reinhold, Johann Friedrich Leberecht. In: Hans Vollmer (Hrsg.): Allgemeines Lexikon der Bildenden Künstler von der Antike bis zur Gegenwart. Begründet von Ulrich Thieme und Felix Becker. Band 28: Ramsden–Rosa. E. A. Seemann, Leipzig 1934, S. 133 (biblos.pk.edu.pl).